# Montecasino (Sudáfrica)
El Montecasino es un complejo de ocio y casino localizado en el número 1 del bulevar Montecasino en Fourways, Sandton, Johannesburgo, Gauteng, Sudáfrica. Montecasino está construido sobre 26 hectáreas de tierra. Fue diseñado por Creative United Inc. una empresa estadounidense con oficinas en Los Ángeles, Dubái, Tailandia y China, y construido por la empresa sudafricana de arquitectura, Bentel Associates International, a un costo de R1.6 mil millones de rands. Abrió por primera vez sus puertas el 30 de noviembre de 2000 en la actualidad atrae a más de 9,3 millones de visitantes al año. Recibe su nombre por el Monte Cassino. Ha sido meticulosamente diseñado para replicar un antiguo pueblo de la Toscana. El edificio principal del casino tiene un cielo falso, pintado en el techo, en el interior va de claro a oscuro de un lado al otro.